# Hontoba
Hontoba – gmina w Hiszpanii, w prowincji Guadalajara, w Kastylii-La Mancha, o powierzchni 32,14 km². W 2011 roku gmina liczyła 315 mieszkańców.